# Чирвоный Рог (Хойникский район)
Чирвоный Рог (бел. Чырво́ны Рог; до 1940 года — Данилов Рог) — упразднённый посёлок в Хойникском районе Гомельской области Беларуси. Входил в состав Стреличевского сельсовета.

## География

### Расположение
В посёлке нет жилых домов (2004 год).

## Экология и природа
В связи с радиационным загрязнением после катастрофы на Чернобыльской АЭС жители переселены в места не загрязнённые радиацией.

## Этимология
До 1940 года также имел название Данилов Рог (бел. Данілаў Рог).
Встречается также вариант Красны Рог.

## История
Образован в 1920-е годы при землеупорядочении в деревне Губаревичи. До 1940 года также имел название Данилов Рог.
В составе совхоза "Стралічаў".
С 8 декабря 1926 года в Губаревичском сельсовете Хойникского района Речицкого, с 9 июня 1927 года Гомельского округов, с 30 декабря 1927 года по 26 июля 1930 года Стреличевского сельсовета того же района и округа, с 20 февраля 1938 года Полесской, с 8 января 1954 года Гомельской областей.
В 1932 году существовал колхоз «Красный Рог» в котором состояло 13 семей и площадь земли равнялась 166 га.
Решением Хойникского районного Совета депутатов от 21 сентября 2010 г. № 25 "Об упразднении сельских населённых пунктов Хойникского района" посёлок Красный Рог Стреличевского сельсовета упразднён.

## Население

### Численность
- 2004 год — жителей нет.

### Динамика
- 1926 год — 11 дворов, 61 житель.
- 1959 год — 60 жителей (согласно переписи).
- 1970 год — 75 жителей.
- 2004 год — жителей нет.